# 伊维耶 (夏朗德省)
伊维耶（法語：Yviers，法語發音：[ivje]）是法国夏朗德省的一个市镇，属于昂古莱姆区。

## 地理
伊维耶（45°16'30"N, 0°0'18"W）面积22.56 平方千米，位于法国新阿基坦大区夏朗德省，该省份为法国西部内陆省份，北起德塞夫勒省和维埃纳省，东临上维埃纳省，东南至多尔多涅省，南至多爾多涅省，西接滨海夏朗德省。
与伊维耶接壤的市镇（或旧市镇、城区）包括：巴尔德纳克、沙莱、屈拉克、里乌马尔坦、圣瓦利耶、索维尼亚克、拉热内图兹。

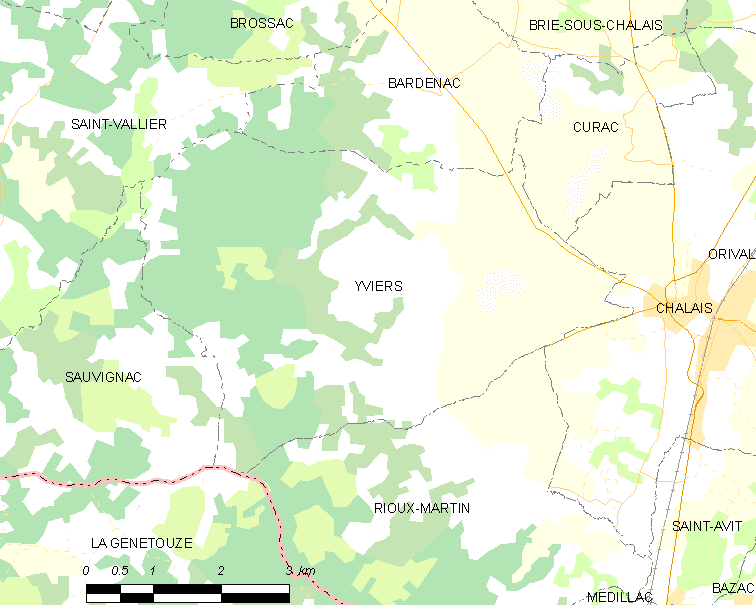
的OSM定位图

伊维耶的时区为UTC+01:00、UTC+02:00（夏令时）。

## 行政
伊维耶的邮政编码为16210，INSEE市镇编码为16424。

## 政治
伊维耶所属的省级选区为蒂德-拉瓦莱特县。

## 人口

1962-2008年间人口变化图示

伊维耶于2022年1月1日时的人口数量为536人。